# Triplophyllum glabrum
Triplophyllum glabrum là một loài dương xỉ trong họ Tectariaceae. Loài này được J. Prado & R.C. Moran mô tả khoa học đầu tiên năm 2008.
Danh pháp khoa học của loài này chưa được làm sáng tỏ. 